# Dasyhelea spiniforma
Dasyhelea spiniforma är en tvåvingeart som beskrevs av Waugh och Wirth 1976. Dasyhelea spiniforma ingår i släktet Dasyhelea och familjen svidknott. Inga underarter finns listade i Catalogue of Life.